# بدبویی دهان
بَدبویی دَهان یا هالیتوز به وجود بوی بد در هنگام تنفس یا حرف زدن با بازدم گفته می‌شود. گاهی بوی بد دهان می‌تواند نشانهٔ بیماری و ناخوشی باشد. بوی بد دهان می‌تواند در فرد مبتلا ایجاد اضطراب کند و همچنین ممکن است با کمبود اعتماد به نفس، افسردگی و اختلال وسواس فکری-عملی همراه باشد.
در بیشتر موارد، بدبویی دهان از خود دهان ناشی می‌شود. شدت بدبویی در ساعات روز متفاوت است. خشکی دهان (در اثر استرس یا روزه‌داری)، خوردن بعضی مواد غذایی (مانند سیر، پیاز، گوشت، ماهی و پنیر) و مصرف دخانیات و الکل در افزایش و کاهش شدت بدبویی تأثیر دارند.
بدبویی دهان می‌تواند دائمی (مزمن) باشد، که ۲۵٪ از جمعیت انسانی با شدت‌هایی متفاوت با این مسئله روبرو است. در ژاپن یک چهارم افراد بالای ۳۰ سال از این موضوع رنج می‌برند و در کالیفرنیا این امر تبدیل به وسواس شده است.

## علل
بوی دهان دلایل متفاوتی دارد و علاوه بر بیماری‌های لثه و دندان دیابت و نارسایی کلیه می‌توانند از عوامل بوی بد دهان باشند. گاهی بوی دهان به علت یک موضوع ساده مانند رعایت نکردن بهداشت دهان پس از صرف غذاست.
استفاده از نخ دندان، مسواک و دهان‌شویه پس از غذا به برطرف کردن بو بسیار کمک می‌کند. باقی‌ماندهٔ غذا بین دندان‌ها سبب رشد باکتری می‌شود و باکتری‌ها عامل بوی دهان هستند. گاهی سنگ لوزه نیز بر بوی دهان تأثیرگذار است، که با رعایت بهداشت دهان، مصرف دهان‌شویه و البته نوشیدن آب بهبود می‌یابد.
علاوه بر غذا، ذرات توتون و تنباکو نیز سبب رشد باکتری و بوی دهان می‌شوند؛ بنابراین احتمال این معضل در افراد سیگاری به مراتب بیشتر است.
بزاق دهان کمک می‌کند که برخی از باکتری‌ها و ذرات غذا از لابه‌لای دندان‌ها پاک شوند، ولی هنگام خواب، بزاق کمتری تولید می‌شود و دهان خشک است و همین موضوع باعث می‌شود که دهان هنگام برخاستن از خواب بدبو باشد.
در افراد مبتلا به دیابت حالتی به نام کتواسیدوز دیابتی وجود دارد که در آن بدن قادر به شکستن گلوکز و استفاده از آن به عنوان مهم‌ترین منبع انرژی نیست. در این حالت بدن شروع به شکستن چربی می‌کند و به دنبال آن در بدن یک مادهٔ شیمیایی به نام کتون تولید می‌شود. سطح بالای این ماده بسیار سمی است و منجر به تولید نفس نامطبوع در بیماران دیابتی می‌شود.
نارسایی کبد یکی دیگر از دلایل بوی نامطبوع دهان است و گاهی این علامت در تشخیص زودهنگام بیماری‌های کبدی بسیار مؤثر است. نفس افراد مبتلا به نارسایی مزمن کلیه معمولاً بوی ماهی یا آمونیاک می‌دهد که دلیل آن نیز غلظت بالای اوره در بزاق است. سینوزیت (التهاب سینوس‌های اطراف بینی)، سینه‌پهلو، برونشیت، ترشحات پشت بینی و رفلاکس معده نیز از مهم‌ترین دلایل بوی دهان هستند.
گاهی علت بوی بد دهان، انجام جراحی چاقی یا به‌طور کل کاهش وزن است. باقی ماندن غذا در معده، رفلاکس معده و همچنین وجود کتون در تنفس از دلایل ایجاد بوی بد دهان بعد از عمل چاقی یا کاهش وزن هستند.
توتون، تنباکو، سیر، پیاز و برخی از پنیرها باعث بدبویی دهان می‌شوند.

## روش‌های درمانی
علاوه بر عدم رعایت بهداشت دهان و دندان، گاهی نفس بدبو ناشی از بیماری یکی از اعضای بدن است که برای درمان باید به پزشک مراجعه شود. نوشیدن مقدار زیادی آب در روز، مکیدن آبنبات‌های بدون قند و جویدن آدامس بدون قند سبب تولید بزاق دهان و نفس مطبوع می‌شود. مسواک زدن زبان یا استفاده از شویندهٔ زبان به‌طور روزانه سبب از بین رفتن باکتری‌های زبانی و از بین رفتن بوی دهان می‌شود.
- قطرهٔ خوراکی پونهٔ سنبله‌ای:

با توجه به اینکه یکی از علل بوی بد دهان تجمع باکتری‌ها و اضافه‌های مواد غذایی است، خاصیت ضدعفونی‌کنندگی و دارا بودن مواد معطر به ویژه کاروون موجود در پونهٔ سنبله‌ای سبب خوشبو شدن دهان می‌شود.
- آب:

خشکی دهان، یک محیط مساعد برای رشد باکتری فراهم می‌کند؛ به همین منظور باید دائم آب نوشید تا باکتری‌های دهان حداقل به‌طور موقت از دهان خارج شوند؛ خشکی دهان در اثر کمبود بزاق دهان است که ممکن است در اثر مصرف قرص‌های آنتی‌هیستامین، داروهای ضدافسردگی یا فشار خون بالا این خشکی به‌وجود بیاید.
- پروبیوتیک دهان

پروبیوتیک‌ها باکتری‌های زنده و مخمرهایی هستند که برای سلامتی، به ویژه دستگاه گوارش مفید هستند. لاکتوباسیلوس و بیفیدوباکتر، دو پروبیوتیک معمول هستند که اغلب در غذاهای تخمیری، مانند ماست و ترشی کلم یافت می‌شوند. دهان انسان با باکتری‌ها (هم مفید و هم مضر) پر شده است؛ هرچند نوع این باکتری‌ها متفاوت از روده است. ایدهٔ کلی دربارهٔ استفاده از پروبیوتیک‌ها برای درمان بوی بد دهان، افزایش تعداد باکتری‌های خوب و باقی ماندن فضای کمتر برای باکتری‌های بد است. پروبیوتیک‌ها می‌توانند به از بین بردن باکتری‌های بد، کمک به کاهش التهاب لثه، حنجره و لوزه نیز کمک کنند.
- جعفری:

جویدن جعفری برای رفع بدبویی دهان مفید است.
- پرتقال:

سیتریک اسید پرتقال غدد بزاقی را تحریک و نفس را تازه می‌کند.
- میخک:

سرشار از اوژنول است که به عنوان یک ضدعفونی‌کننده و آرام‌کنندهٔ درد دندان استفاده می‌شود و دارای خواص ضد باکتری قوی است؛ این گیاه را کمی باید جوید و سپس آن را از دهان خارج کرد.
- رازیانه:

رازیانه، هل و شوید باکتری‌های روی زبان را کشته و بوی بد دهان را از بین می‌برند.
- چوب دارچین:

دارچین ضدعفونی‌کننده است.

## پیشگیری
مسواک کردن دندان‌ها پیش و پس از خواب و پس از هر وعدهٔ غذایی، استفاده کردن نخ دندان و شست‌وشوی دهان چند بار در روز بوی بد دهان را کاهش می‌دهد. مسواک کردن دندان‌ها به غیر از اینکه بوی بد دهان را از بین می‌برد برای لثه‌ها و دندان‌ها و سلامت بدن مفید است.
افرادی که دندان مصنوعی دارند بیشتر باید بهداشت دهان و دندان را رعایت کنند و بهتر است دندان‌ها را در یک محلول ضدعفونی‌کننده بشویند.
- خمیردندان:

خمیردندانی که حاوی اسانس درخت چای است ضدعفونی‌کننده‌ای طبیعی است.
- دهان‌شویه:

یکی از راه‌های رفع بوی بد دهان شستن دهان با دهان‌شویه است.
- پاک کردن زبان:

پس از اتمام غذا با قاشق فلزی یا پلاستیکی یا مسواک، اطراف و روی زبان از مواد غذایی پاک شود (مسواک یا قاشق، با ملایمت از انتهای زبان به جلو کشیده شود) این کار، چندین بار تکرار شود، سپس دهان با آب شسته شود.
به‌طور کلی افراط در مصرف دخانیات، پیری، یائسگی، بیماری‌های عمومی با تب بالا، اضطراب، کم‌آبی بدن، مصرف بی‌رویهٔ ادویه‌جات و غذاهای گوشتی زیاد، افراط در مصرف مواد چربی‌دار و عدم رعایت بهداشت دهان از علل ایجاد بوی بد دهان هستند.
چون اغلب بوهای بد دهان به علت عوامل موضعی است، بنابراین حذف این عوامل و اصلاح ناهنجاری‌های موجود در دهان اولین گام درمان است. رعایت بهداشت دهان شامل مسواک زدن دندان‌ها، لثه، زبان و استفاده از نخ دندان در کاهش بوی بد دهان با منشأ دهانی بسیار مؤثر است. زبان یکی از جایگاه‌های اصلی میکروب‌ها در دهان است و باید به بهداشت زبان توجه کرد.
بیمارانی که به سبب خشکی دهان (به دنبال مصرف دارو یا بیماری) بوی بد دهان دارند، می‌توانند از آدامس‌های بدون شکر استفاده کنند.
بوی بد دهان ناشی از بیماری زمانی از بین می‌رود که بیماری درمان شود و بهداشت دهان رعایت شود. استفاده از دهان‌شویه‌ها علاوه بر موقت بودن اثر، ممکن است بیماری را نیز از دید پزشک مخفی دارد.
خوردن میوه‌های تازه و سبزیجات و رژیم غذایی غنی از فیبر بهتر است. همچنین نوشیدن آب زیاد در کاهش بوی بد دهان تأثیر بسزایی دارد. زمان وعده‌های غذایی خود نیز منظم شود.

## پی‌نوشت‌ها
1. ↑  Kapoor, U; Sharma, G; Juneja, M; Nagpal, A (2016). "Halitosis: Current concepts on etiology, diagnosis and management". European Journal of Dentistry. 10 (2): 292–300. doi:10.4103/1305-7456.178294. PMC 4813452. PMID 27095913.
2. ↑  Rosenberg M. The science of bad breath. Sci Am. 2002 Apr;۲۸۶(۴):۷۲–۹. PMID 11905111.
3. ↑  Rosenberg M, Knaan T, Cohen D. Association among bad breath, body mass index, and alcohol intake. J Dent Res. 2007 Oct;۸۶(۱۰):۹۹۷–۱۰۰۰. PMID 17890678.
4. ↑  Knaan T, Cohen D, Rosenberg M. Predicting bad breath in the non-complaining population. Oral Dis. ۲۰۰۵;۱۱ Suppl 1:105-6.
5. ↑  Bosy A, Oral malodor: philosophical and practical aspects. J Can Dent Assoc. 1997 Mar;۶۳(۳):۱۹۶–۲۰۱ PMID 9086681.
6. 1 2  «بوی بد دهان و شیوه‌های درمان». پایگاه خبری تحلیلی انتخاب. ۲ بهمن ۱۳۹۳. دریافت‌شده در ۲۰۲۴-۰۹-۰۵.
7. ↑  Loesche, Walter J.; Kazor, Christopher (2002). "Microbiology and treatment of halitosis". Periodontology 2000. 28: 256–279. ISSN 0906-6713. PMID 12013345.
8. ↑  «نقش دهانشویه در بهداشت ارتودنسی». انجمن ارتودنتیست‌های ایران. دریافت‌شده در ۲۰۱۹-۱۰-۱۵.
9. 1 2  «بوی دهان؛ علل و درمان». پایگاه خبری تحلیلی انتخاب. ۱۳ شهریور ۱۳۹۳. دریافت‌شده در ۲۰۲۴-۰۹-۰۵.
10. ↑  «علت بوی بد دهان بعد از جراحی لاغری». تیم جراحی اسلیم بیوتی. ۱۱ خرداد ۱۴۰۱.
11. ↑  Ramesh, M. , Padma Lakshmi, N. , Adarsh, G. , Satyanarayana, S. V. , MuralidharaRao, D. , 2012. Antimicrobial and antioxidant activity of leaf extracts of four common plants. International Journal of Biological & Pharmaceutical Research. 3(3): 488-497.
12. ↑  «۱۱ علت بوی بد دهان + ۱۰ روش درمان و پیشگیری از آن». سایت تخصصی دندانپزشکی دندانه. ۲۰۲۰-۱۱-۲۷. بایگانی‌شده از اصلی در ۲۸ نوامبر ۲۰۲۰. دریافت‌شده در ۲۰۲۰-۱۱-۲۸.
13. ↑  «Magiran | روزنامه اعتماد: نفس‌هایی که خوشبو نیستند». www.magiran.com. ۵ اسفند ۱۳۸۷. دریافت‌شده در ۲۰۲۴-۰۹-۰۵.